# Jan Wójcik (zm. 1520)
Jan Wójcik, łac. Joannes Advocati (ur. ok. 1450, zm. 1520 we Wrocławiu) – polski dominikanin, wieloletni prowincjał polskiej prowincji Zakonu Kaznodziejskiego, inkwizytor.
Wstąpił do zakonu dominikańskiego w 1472 i sześć lat później sprawował funkcję mistrza nowicjatu w konwencie wrocławskim. W 1488 objął funkcję wikariusza generalnego wrocławskich obserwantów, tj. zreformowanej gałęzi zakonu dominikanów. Kapituła prowincjonalna prowincji polskiej w 1496 mianowała go kaznodzieją generalnym i wikariuszem kontraty śląskiej; tę drugą funkcję sprawował do 1517. W 1500 generał zakonu Gioacchino Torriani mianował go inkwizytorem diecezji wrocławskiej. W latach 1502–1516 sprawował funkcję prowincjała polskiej prowincji zakonu dominikańskiego. Przewodniczył obradom kapituł prowincjonalnych w 1505 w Poznaniu, w 1507 w Sandomierzu, w 1510 w Żninie, w 1512 w Bochni, w 1514 w Łowiczu i być może także kapituły w Brześciu Kujawskim w 1502, której akta jednak zaginęły. Ostatnie lata życia spędził we Wrocławiu.